# Närmande-undvikande konflikt

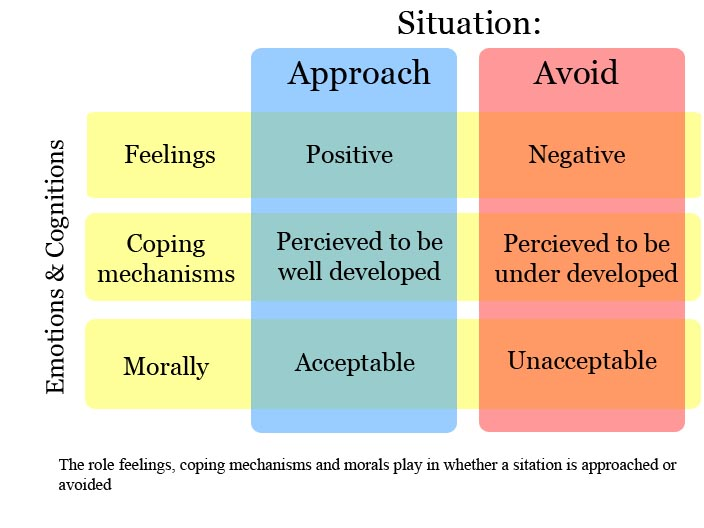
Känslor som spelar roll om situationen närmas eller undvikas.

En närmande-undvikande konflikt är ett val av något positivt, till exempel att gå på en fest, som har en negativ valens: man kanske får utegångsförbud om man går på festen. Dessa beslut och känslomässiga tillstånd av ambivalens orsakar stress.
En närmande-undvikande konflikt uppstår när en person närmar sig ett till synes önskvärt objekt, men det avslutande beteendet att kontakta objektet slås tillbaka av de tänkbara negativa konsekvenserna. De negativa följderna är vanligen bara påhittade så det är oftast rädslan som skapar problemet.
Den tysk-amerikanske psykologen Kurt Lewin (1890 - 1947), socialpsykologins grundare, skapade teorier om konflikterna som människor upplever som: närmande-undvikande, närmande-närmande, undvikande-undvikande och dubbelt närmande-undvikande.
Närmande-undvikande konflikter uppstår när ett mål innehåller både positiva och negativa egenskaper. Det vill säga, individen är rädd för något som han eller hon önskar. När målet är långt borta, är de positiva och negativa känslorna om målet inte lika starka, men allt eftersom han eller hon närmar sig målet, uppstår personens känslor om de negativa egenskaperna, och den enskilde backar undan, och undviker att komma för nära målet. Då, när målet är långt borta, närmar personen sig igen, återfår känslorna av undvikande och ryggar tillbaka, vilket minskar den inre konflikten. Balans i ambivalensen uppnås.